# SN 2010gb
SN 2010gb – supernowa typu Ia odkryta 11 lipca 2010 roku w galaktyce UGC 9947. W momencie odkrycia miała maksymalną jasność 16,50m.